# Bernarda Tolić
Bernarda Tolić (Sarajevo, 24. prosinca 1976.) bosanskohercegovačka i hrvatska izvršna producentica, menadžerica i spisateljica.

## Životopis
Uspješnu menadžersku karijeru Bernarda Tolić započinje 1994. godine u Zagrebu, a tri godine poslije svoje poslovanje proširuje i na Bosnu i Hercegovinu. Po zvanju je diplomirana akademska industrijska dizajnerica (produkt dizajner), ali posjeduje i diplomu niže glazbene škole, smjer glasovir. Prva je osoba u regiji koja je diplomirala na brendiranju ličnosti na Akademiji likovnih umjetnosti u Sarajevu.[nedostaje izvor] Najveće zasluge joj se pripisuju za ulaganje u pop rock kulturu u regiji, posebice između Republike Hrvatske i Bosne i Hercegovine.[nedostaje izvor] Zahvaljujući Bernardi,[nedostaje izvor] hrvatska glazbena kultura i glazbenici zaživjeli su i predstavljeni ostatku regije nakon ratnih strahota koje su narušile odnose i nametnuli medijske prepreke. 
Bernarda je začetnik i incijator svih glazbenih nagrada u Bosni i Hercegovini.[nedostaje izvor] Doprinijela je uspostavi izvođačkih i autorskih prava za teritorij Bosne i Hercegovine. Iza Bernarde stoji na stotine organiziranih javnih manifestacija, koncertnih aktivnosti, promocija i događaja od kojih su najistaknutiji dočeci Nove godine ispred Narodnog kazališta u Sarajevu, čiji je ona idejni tvorac i relizator uz pomoć JU Sarajevo Arta. 
Svoju karijeru i iskustva pretočila je u sarkastičnu knjigu pod znakovitim nazivom Show bez Bizz (2007.) koja za manje od tjedan dana postaje bestseller, a 2009. godine pokreće i svoj magazin Show Bizz Magazin te dnevni portal www.showbizzmagazin.hr koji su dostupni cijeloj regiji. Zahvaljujući uspješnoj uređivačkoj ali i vizualno-ulagačkoj politici, nakon samo dva mjeseca postojanja vodeći je portal Kentico Devnet proglasio ShowBizzMagazin.hr jednim od najbolje dizajniranih portala u svijetu za mjesec veljaču 2011.  
Bernarda je bila voditelj projekta i odnosa s javnošću povijesnog i velikog projekta Croatia Recordsa u povodu 40. obljetnice jednog od najpopularnijih bendova regije pod nazivom Bijelo dugme – Box set deluxe na kojem je po prvi put objedinjuje svih devet studijskih albuma na novom 180-gramskom vinylu, uz bonus singlicu "Top/Ove ću noći naći blues". Također, bila je i organizator snimanja dokumentarca "Bijelo dugme – Box set deluxe" u kojem je po prvi put uspjela okupiti sve ključne članove benda. 
Trenutačno radi na projektu koji se se odnosi na biografiju bosanske kraljice Katarine Kosače-Kotromanić, a koji još obuhvaća dokumentarac, igrani film te brojne druge popratne segmente koji uključuju razvoj i povratak bosanskohercegovačkog turizma, povijesti, umjetnosti, baštine, pisma bosančice, suvenira iz srednjovjekovne Bosne i Hercegovine. Živi u Zagrebu, udana je i majka dvoje djece.

## Nagrade i priznanja
Bernarda Tolić dobitnica je mnogobrojnih nagrada i priznanja u Republici Hrvatskoj te Bosni i Hercegovini:
- zahvalnica HDZ-a za organizaciju koncerta Volim Dubravu (Zagreb)
- 2001. – nagrada MPX – menadžer godine za izniman doprinos u glazbenom stvaralaštvu
- 2002. – nagrada Muzički BiH Oscar za menadžera godine
- 2002. – nagrada radija EFM za osobu godine
- 2002. – nagrada Davorin za izniman doprinos u glazbenom stvaralaštvu
- 2003. – nagrada privrednika Bosne i Hercegovine za menadžera godine na području BiH i Jugoistočne Europe
- 2004. – nagrada privrednika Bosne i Hercegovine za doprinos organizaciji nastupa bosanskohercegovačke delegacije na Eurosongu 2004.

## Vanjske poveznice
- Znamo.ba – "FACE TO FACE sa" – Bernarda Tolić: "Svaki uspjeh leži u radu, upornosti i optimizmu"  Arhivirana inačica izvorne stranice od 28. rujna 2015. (Wayback Machine) (boš.)
- Doznajemo.com – U PROLAZU SA… Bernarda Tolić: "Volim svoj posao jer ga mogu raditi bilo gdje da se nalazim"  Arhivirana inačica izvorne stranice od 28. rujna 2015. (Wayback Machine)
- Drmaj.ba – "Bernarda Tolić: Ja sam Zmaj od Bosne!"  Arhivirana inačica izvorne stranice od 29. rujna 2015. (Wayback Machine) (boš.) (intervju)